# Oftering
Oftering är en ort och kommun  i Österrike. Den ligger i distriktet Linz-Land i förbundslandet Oberösterreich, 170 kilometer väster om huvudstaden Wien. 
Kommunen består av tolv orter (Ortschaften) (inom parentes invånarantal 1 januari 2024):

- Freiling (381)
- Hausleiten (308)
- Kirchstetten (395)
- Mitterbachham (28)
- Niederbachham (37)
- Oberbachham (27)
- Oberbuch (40)
- Oberndorf (32)
- Oftering (485)
- Staudach (130)
- Trindorf (150)
- Unterholz (124)